# Bruno Sarda
Bruno Sarda (* 1954 in Turin) ist ein italienischer Comicautor, der vor allem Geschichten für das Lustige Taschenbuch schreibt. Er ist der Erfinder von Indiana Goof und schrieb auch mehrere Geschichten, die sich an bekannten Büchern orientieren, zum Beispiel Umberto Ecos Der Name der Rose. Sarda studierte Politikwissenschaften, bevor er 1985 für Disney zu schreiben begann. 
Geschichten von ihm in den Lustigen Taschenbüchern:
- Die Jäger des verlorenen Tempels (aus LTB 144)
- Die zwölf Namen – Der Tierkreisstein Episode 1 (aus LTB 156, LTB Spezial 14)
- Im Tal der Skorpione – Der Tierkreisstein Episode 2 (aus LTB 156, LTB Spezial 14)
- Mit Zins und Zinseszins – Der Tierkreisstein Episode 3 (aus LTB 156, LTB Spezial 14)
- Der Tiger ist los – Der Tierkreisstein Episode 4 (aus LTB 156, LTB Spezial 14)
- Sternenmode – Der Tierkreisstein Episode 5 (aus LTB 156, LTB Spezial 14)
- Abenteuer auf Hawaii – Der Tierkreisstein Episode 6 (aus LTB 156, LTB Spezial 14)
- Der doppelte Graf – Der Tierkreisstein Episode 7 (aus LTB 157, LTB Spezial 14)
- Lucius Spectaculus – Der Tierkreisstein Episode 8 (aus LTB 157, LTB Spezial 14)
- Unter tropischer Sonne – Der Tierkreisstein Episode 9 (aus LTB 157, LTB Spezial 14)
- Schwarzbarts Schatz – Der Tierkreisstein Episode 10 (aus LTB 157, LTB Spezial 14)
- Der Wunder-Widder – Der Tierkreisstein Episode 11 (aus LTB 157, LTB Spezial 14)
- Das Vermächtnis des Zodiakus – Der Tierkreisstein Episode 12 (aus LTB 157, LTB Spezial 14)
- Die falsche Königin (aus LTB 300)
- Akute Geldspeicheritis (aus LTB 300)
- Ein zartes Blümchen (aus LTB 346)
- Der geheime Garten (aus LTB 347)
- Eine zauberhafte Sekretärin (aus LTB 347)

| Personendaten    | Personendaten            |
| ---------------- | ------------------------ |
| NAME             | Sarda, Bruno             |
| KURZBESCHREIBUNG | italienischer Comicautor |
| GEBURTSDATUM     | 1954                     |
| GEBURTSORT       | Turin                    |